# Condiciones generales de la contratación
Las condiciones generales de la contratación son las cláusulas que regulan los contratos de adhesión. Son cláusulas redactadas por el empresario para utilizarlas en todos los contratos que vaya a perfeccionar con sus clientes, consumidores o usuarios, sin posibilidad de que éstos las negocien o modifiquen, previendo todos los aspectos de la relación entre uno y otros. Con ello se facilita la perfección de un gran número de contratos en poco tiempo y con unos medios personales muy reducidos, lo que reduce el coste y permite ofrecer productos o servicios más baratos.
Dado que en la redacción de estas cláusulas contractuales no existe negociación por estar redactadas por una sola de las partes del negocio sin contar con la otra, con frecuencia el empresario crea una regulación que le favorece y perjudica a sus potenciales clientes. Las condiciones generales que producen ese desequilibrio contractual se denominan cláusula abusiva. Existe una normativa específica de la Unión Europea y de todos los países miembros, así como en otros muchos países, para regular las condiciones generales y tratar de evitar que sean abusivas.

## Incorporación de las Condiciones Generales
Las condiciones generales prerredactadas por un "predisponente" se incorporan a un contrato cuando son conocidas por el "adherente". El control de incorporación es un control de cognoscibilidad y de comprensión, según el Tribunal Supremo del Reino de España.
El adherente debe tener primero oportunidad real de conocer la existencia de condiciones generales y en segundo lugar poder comprenderlas gramaticalmente por tratarse de una redacción clara, concreta y sencilla. En España, los requisitos de incorporación están fundamentalmente previstos en los artículos 5 y 7 de la Ley General de Condiciones Generales que se debe completar con el Texto Refundido de la Ley General de Defensa de Consumidores y Usuarios, que regula por ejemplo el tamaño de letra de los contratos, como un requisito de incorporación; el tamaño de letra de los contratos afecta a la legibilidad y accesibilidad y por tanto a la incorporación de las condiciones generales.

### El tamaño de letra de las condiciones generales
Uno de los requisitos de las condiciones generales es que tengan un tamaño de letra mínimo que permita su legibilidad y accesibilidad.
Existen normas jurídicas que regulan el tamaño de letra de los contratos que protegen a los consumidores; algunas de estas normas regulan el tamaño de letra en "puntos" y otras en "milímetros".
Existe una convención de que 1 Punto tipográfico equivale a 0.3527 milímetros. En Internet se pueden encontrar calculadoras o conversores de unidades que permiten con facilidad averiguar la equivalencia entre el Punto tipográfico y los milímetros.

#### España
En España hasta 2022 el tamaño de la letra de los contratos con consumidores no podía ser inferior a 1,5 milímetros. A partir del 1 de junio de 2022, el tamaño mínimo es de 2,5 milímetros.
Según los expertos "Esa medida equivale a un cuerpo tipográfico de letra de siete puntos, dos o tres inferior, según el caso, a los del cuerpo de las noticias los periódicos impresos o el texto de las ediciones de bolsillo de los libros, que suelen ser del nueve o el diez".

#### Francia
En Francia el tamaño de letra de los contratos no puede ser inferior a 8 puntos. Existe una regulación desde 1990 y empezó por aplicarse a la "letra pequeña" de los contratos de tarjetas de crédito. Actualmente existen diversas normas en el Código de Consumo prescribiendo ese tamaño de letra, como mínimo.

#### Portugal
En Portugal se regula alternativamente un número mínimo de puntos o de milímetros, aunque la equivalencia entre ambos no coincide.
Así, la norma legal indica que el tamaño de letra no puede ser inferior a un 11 puntos o a 2,5 milímetros. La equivalencia del tamaño 11 de Punto tipográfico serían 3,88 milímetros.

## Interpretación de las Condiciones Generales de los Contratos
Tras la preocupación por la naturaleza jurídica y los mecanismos de control del llamado derecho de los consumidores en la interpretación de las Condiciones Generales de la Contratación, parece que, hoy, la preocupación de la doctrina se centra más en análisis de su derecho, en el régimen jurídico de las mismas.
Respecto de las clases de interpretación de las Condiciones Generales de la Contratación (desde ahora CCGGCC), cabe una interpretación típica que tiene en cuenta la sola ley, con desconsideración de las circunstancias del caso, y otra que se ha dado en llamar circunstanciada y que atiende al caso concreto.
El problema se plantea, de facto, en el art. 3 de la Ley del Contrato de Seguro en donde se establece que “declarada por el Tribunal Supremo la nulidad de alguna de las cláusulas de las condiciones generales de un contrato, la Administración pública competente obligará a los aseguradores a modificar las cláusulas idénticas contenidas en sus pólizas”; de este modo, puede ocurrir que una cláusula nula por abusiva en un contrato concreto se extienda a todos los supuestos típicos en los que está avocada a actuar de modo regular sin que pueda calificarse como tal fuera de aquel supuesto.
La interpretación circunstanciada no presenta problemas; es la propia de los contratos, tal y como se previene en los arts.1282-1283 del Civil (interpretación subjetiva) y en los arts.1283-1289 del mismo (interpretación objetiva)
La interpretación típica o contractualista, sin embargo, exige del juez o intérprete se limitará al tenor literal de las condiciones con respecto a las relaciones entre el predisponerte o empresa y la totalidad de su clientela, bien entendido que se trata de un cliente medio, honrado y diligente, y no uno concreto (pues con el concreto siempre cabe el acuerdo individual entre partes).
Entre los autores que defienden las posiciones contractualistas, encontramos los que se decantan por una interpretación típica o uniforme que atienda a la función económica desempeñada por las CCGGCC en el tráfico contractual – pues las condiciones son una ordenación anterior y general aplicable a una pluralidad de contratos – y a la función de racionalización de la actividad empresarial – dado que, por propia definición, una condición general no puede interpretarse de modo diferente en cada caso concreto -. Por su lado, los partidarios del contractualismo puro entienden que ha de estarse únicamente a que las condiciones son para el derecho meras cláusulas contractuales, entendiendo que la función económica y racionalizadota es problema del predisponente empresario y no del Derecho); así todas las normas comunes de la hermenéutica contractual les serán aplicables.
En la práctica, la discusión no es en modo alguno baladí:
- Una cláusula puede ser adoptada de común acuerdo por las partes en un sentido determinado que sería correcto para la interpretación circunstanciada y un desvarío para la típica.
- Un adherente especial (especialista o extranjero) puede entender una cláusula de modo circunstanciado y resultar una interpretación típica si el predisponente no advirtió su calidad de adherente concreto.
- Una cláusula general puede ser objetivamente dudosa, pero clara en un caso concreto; y, a la inversa, puede resultar objetivamente clara y muy ambigua en un supuesto de hecho determinado
- Por fin, una cláusula ambigua podrá ser interpretada de acuerdo con la interpretación típica o de acuerdo con la interpretación circunstanciada perjudicando o beneficiando al adherente medio o al concreto en aplicación de la regla contra proferentem, por la que ha de estarse al sentido más beneficioso para el adherente en caso de duda.
La investigación sobre el tipo de interpretación a seguir ha de separar, además, dos ámbitos en los que el problema hace mella:
- en el ámbito concreto, la intervención del juez fijará las bases para la resolución del litigio, sin entrar a dirimir la validez y eficacia de las condiciones generales incluidas en el contrato de adhesión celebrado entre el predisponente y un cliente. Se protegen los intereses individuales de las partes.
- en el ámbito	abstracto, la acción del juez pretenderá dirimir si la cláusula introducida por el predisponente en un condicionado general es abusiva erga omnes, de modo que ese control de legalidad, administrativo o judicial, incorporará o no la tal cláusula como reguladora de una pluralidad de contratos. Se protege, entonces, el tráfico contractual al evitar la circulación de cláusulas abusivas.
De ello se sigue, por obvio, que el ámbito abstracto sólo acogerá la interpretación típica o normativa dado que está dirigido a una pluralidad de contratos, al tráfico contractual todo, estableciéndose el tenor literal de la cláusula y el tipo contractual en el que se inserta.
En el ámbito concreto, se hace más defendible la interpretación circunstanciada con el fin de averiguar la voluntad común de las partes (tutelada por el art.1281 del C.Civil) sin aislar la voluntad del predisponente (lo que resultaría de una interpretación normativa); así, es de señalar para el justo desenvolvimiento de la solución cuales sean los acuerdos individuales o condiciones particulares pactadas (para el examen de las condiciones generales del contrato, art.1285 C.Civil), las cualidades personales y representaciones mentales del adherente y las conductas anteriores, coetáneas y posteriores de las partes (según impone el 1282 C.Civil). 
En cuanto al control del contenido de estas cláusulas, se recurre a menudo por vía indirecta a la interpretación y modificación judicial, provocando una inseguridad jurídica galopante, al restar previsibilidad y calculabilidad a los contratos, y una desvirtuación de la función de las reglas y herramientas específicas del ordenamiento para la rectificación y conformación de los actos de la autonomía de la voluntad (buena fe, buenas costumbres, orden público…). En este sentido, vale la pena repasar las Sentencias del Tribunal Supremo de 18 de febrero de 1983, 1 de abril de 1981 y 23 de noviembre de 1970.
Tradicionalmente, se han venido aplicando en la interpretación dos reglas principalmente: la regla de la prevalencia de las condiciones particulares sobre las generales y la regla contra proferentem, por la que las dudas en la interpretación de las cláusulas obscuras de un contrato se resolverán en contra de quien las haya redactado.
Regla de la Prevalencia
Muy difundida en nuestra jurisprudencia y en el Derecho comparado, se recoge en el art. 6 del anteproyecto de Ley de Condiciones generales y en el 10.2º de la Ley General de Consumidores y Usuarios.
Si por condición general se entiende la dispuesta con antelación dirigida a una pluralidad de contratos, la particular sería la específicamente concertada para un contrato determinado; ello interesa porque no puede considerarse particular una cláusula respecto de otras “más particulares” y porque lo que interesa al fundamento de esta regla es la reconstrucción de la voluntad de las partes, “…intención de las partes…derogando o anulando de esta manera lo consignado en las condiciones generales” (Sentencia Tribunal Supremo -STS- de 18 de enero de 1909).
La cuestión es sencilla cuando el conflicto se da entre una condición particular y otra prerredactada. Pero si se trata de la contradicción entre dos prerredactadas, parece de sentido común hacer valer aquella que represente el núcleo de las prestaciones o elementos esenciales del contrato, solución que adoptó el Tribunal Supremo en sentencia de 19 de noviembre de 1965 haciendo prevalecer la cláusula de mayor importancia para la economía del contrato y no la”más particular”. Caso de que no fuese posible atisbar cual sea la más importante, habrá que acudir a la regla contra proferentem y hacer valer la más beneficiosa para el adherente.
Amén de todo ello, pueden detectarse problemas específicos en la aplicación de la regla de la prevalencia:
- Los que se plantean por la forma exigible a dichos acuerdos particulares:
En principio, la regla es aplicable ya sea escrito u oral el acuerdo individual, correspondiendo la prueba de su existencia a quien lo alegue (Art.1214 C.Civil). El problema se plantea si el asegurador, para reducir la autonomía de sus empleados al pactar con el cliente, establece un pacto sobre la forma escrita como requisito de validez de tales acuerdos, careciendo de eficacia los acuerdos orales. La doctrina alemana entiende que la cláusula de la forma escrita sería inválida ante un acuerdo oral posterior. Nuestra doctrina entiende que es el asegurador el que debe formar a sus empleados y que el pacto oral no invalida el de forma a la luz del 1281 C.Civil pues pretende impedir las actuaciones unilaterales; por tanto, atiende a la prevalencia del acuerdo oral. No obstante, si la ley exige la forma escrita como constitutiva del acuerdo individual, estaríamos hablando del pacto escrito como requisito de validez del acuerdo, aunque algunos piensan que sólo sería exigible a efectos probatorios (ej. art. 5 de la Ley del Contrato de Seguro).
- Los que plantean las limitaciones impuestas al poder de representación de los empleados por el asegurador; serán ineficaces en cuanto se trate de representantes con ámbito de apoderamiento típico (Art. 286 C.Comercio, 76.2º Ley de Sociedades Anónimas y 11 Ley de Sociedades de Responsabilidad Limitada). No obstante, si el empleado crea una situación objetiva por la que aparenta tener un poder que es inexistente después, el acuerdo del adherente de buena fe será eficaz, siendo imputable dicha situación al predisponente; si expresamente se declaró esa limitación por el predisponente, el acuerdo oral será ineficaz, salvo ratificación posterior o inadmisibilidad de la condición general apelada para el supuesto concreto al carecer de buena fe la tal apelación (STS. 21 de enero de 1985)
- Los relativos al momento de la celebración de los acuerdos individuales: el adherente de buena que no viese transcritos en el contrato acuerdos orales previos a su formalización, sólo podrá impugnarlo por dolo.
- Los que derivan de la desvirtuación de la regla de la prevalencia por la regla de la condición más beneficiosa resultante de la aplicación del art. 10.2º de la LGDCU, cuando el adherente de buena fe es un consumidor (arts. 1,2 y 3 de LGDCU), pues declara que prevalecerá la condición particular sobre la general si resultase más beneficiosa al adherente. Así, caso de contradicción entre cláusulas generales, o entre generales y particulares, o de indeterminación de cuál sea la voluntad de las partes, se aplica la más beneficiosa al adherente.
- Los que emergen de la conducta de las partes no constitutivas de acuerdos orales en relación con la eficacia e interpretación de las CCGGCC. En primer término, el 1282 del C.Civil establece que las conductas de las partes llevan a una interpretación auténtica del contrato. Además, según la doctrina de los actos propios que posibilita invalidar una condición general, por exigencias de buena fe para la eficacia del contrato, no primarán condiciones técnicas diseñadas por juristas para defender los intereses del empresario si este, con el fin e incrementar las ventas, prescinde de su literalidad a conveniencia (art.7 C.Civil y 11 Ley Orgánica del Poder Judicial; SSTS de 17 de octubre de 1957, 18 de febrero de 1966 y de 7 de mayo de 1975).
- Los resultantes de la aplicación de la regla de la prevalencia en el ámbito abstracto: es inaplicable porque la predisposición está siempre ordenada a lo general y no a lo particular, donde no cabe el control abstracto. Incluso entre dos condiciones prerredactadas contradictorias, la ineficacia de una o las dos vendría dada por la contradicción en el condicionado de que se trate y no por su carácter abusivo, que podría ser inexistente en otro condicionado donde no resultase contradictoria.
Regla “Contra Proferentem”
Recogida en el art. 1288 C.Civil, por el que “la interpretación de las cláusulas obscuras de un contrato no debe favorecer a la parte que ha ocasionado la obscuridad”, se establece como criterio interpretativo en el 10.2º de Ley General de Consumidores y Usuarios; al estar ambos artículos vigentes, se aplicará tanto a las condiciones generales como a los acuerdos individuales o particulares.
El fundamento o la finalidad de la aplicación de esta regla lo encontramos en la distribución del riesgo contractual, por el que el adherente que no participó en la redacción de lo general no tiene que compartir los riesgos del defectuoso contrato, y en la conservación del negocio, por el que se previene al predisponente a expresarse claramente, sancionándole si no lo hiciese.
En la LGDCU el 10.2º y el 1288C.Civil conservan una substancial identidad. Será de aplicación cuando la duda permanezca insoluble tras acudir a la voluntad de las partes, siendo imputable la duda a una de las mismas, por lo que será inalegable cuando se trate de cláusulas adicionales pactadas o cuando la condición general reproduzca normas legales. 
Una cláusula puede ser dudosa porque sea indeterminada, porque su tenor literal sea incierto o porque pueda ser calificada de ambigua, y se aplicarán restrictivamente las que imponen obligaciones y extensivamente las que otorgan derechos (STS. 2 de noviembre de 1976). Por tanto, siguiendo la LGDCU, habrá de elegirse el significado más beneficioso para el adherente-consumidor.